# Береговой (Забайкальский край)
Берегово́й — посёлок в Читинском районе Забайкальского края России. Входит в сельское поселение «Верх-Читинское».

## География
Расположен на правом берегу реки Читы, в 20 км к северу от города Чита и 4 км к югу от центра сельского поселения — села Верх-Чита.

## История
В 1966 г. указом президиума ВС РСФСР поселок пригородной больницы переименован в Береговой.

## Население
| 2010 | 2021 |
| ---- | ---- |
| 331  | ↗351 |